# Hippocrepis squamata
Hippocrepis squamata är en ärtväxtart som först beskrevs av Antonio José Cavanilles, och fick sitt nu gällande namn av Ernest Saint-Charles Cosson. Hippocrepis squamata ingår i släktet hästskoklövrar, och familjen ärtväxter. Inga underarter finns listade i Catalogue of Life.